# 祓郷村
祓郷村（はらいごうむら）は、福岡県京都郡にあった村。現在の行橋市、京都郡みやこ町の一部にあたる。

## 地理
祓川の中流域に位置していた。

## 歴史

### 沿革
- 1889年（明治22年）4月1日 - 仲津郡草場村、袋迫村、徳永村、呰見村、下原村、有久村、徳政村、綾野村、田中村、国作村、惣社村が合併して村制施行し、祓郷村が設立[1][2]。
- 1896年（明治29年）4月1日 - 郡の統合により京都郡に所属[1][3]。
- 1948年（昭和23年） - 祓郷村農業協同組合設立[1]
- 1955年（昭和30年）3月1日 - 祓郷村を二分割し、大字草場・袋追・徳永（一部）は行橋市に編入され、大字呰見・下原・綾野・田中・有久・国作・惣社・徳政・徳永（一部）は京都郡豊津村と合併して町制施行し豊津町を新設して廃止された[1][2]。

### 地名の由来
草場に官幣社があり、河水に臨んで祓いの式を行い、その川を祓川と呼び、当地を祓郷と称した。

## 教育
- 1889年（明治22年）- 有久に小学校が新築移転して祓郷小学校（現：みやこ町立祓郷小学校）と称し、徳永を除く村内の児童が通学[1]。
- 1914年（大正3年）- 高等科を併置[1]。
- 1947年（昭和22年）- 豊津村との組合立で国分中学校を開校[1]。